# Рац, Шандор
Шандор Рац (венг. Rácz Sándor; 17 марта 1933, Ходмезёвашархей — 30 апреля 2013, Будапешт) — венгерский рабочий и политик, активный участник антикоммунистического Венгерского восстания 1956 года, председатель Центрального рабочего совета. Был приговорён к пожизненному заключению, освобождён после шести лет тюрьмы. Участник диссидентского движения в ВНР. После демонтажа коммунистического режима в Венгрии — видный правый деятель.

## Семья и работа
Родился в крестьянской семье, в детстве был пастухом, прислуживал в католической церкви. Во время Второй мировой войны семья скрывала еврея от нацистских преследований. В 10-летнем возрасте Шандор лишился отца, с 12 лет практически обеспечивал семью.
После войны Шандор Рац окончил среднюю школу и работал столяром. В 1953—1955 служил в армии ВНР. Демобилизовавшись, работал слесарем-инструментальщиком на будапештском заводе имени Белоянниса.

## Активист восстания
Шандор Рац считал крайне тяжёлым положение венгерских рабочих и был противником коммунистического режима Матьяша Ракоши. На заводах была популярна идея рабочего самоуправления, противостоящего «как капитализму, так и бюрократическому социализму». С анархо-синдикалистских позиций Шандор Рац поддержал антикоммунистическое Венгерское восстание, начавшееся 23 октября 1956 года. По всей стране и особенно в столице создавались революционные комитеты и рабочие советы, бравшие на себя управление предприятиями.
С 4 по 9 ноября вооружённое сопротивление повстанцев было в основном подавлено советскими войсками. Однако рабочие советы продолжали действовать. 16 ноября 1956 был учреждён Центральный рабочий совет (ЦРС), председателем которого рабочие избрали 23-летнего Шандора Раца.

На этом заседании избранный председателем Шандор Рац заявил: «Нам не нужно правительство! Мы — руководители Венгрии и останемся ими!»

Опасаясь всеобщей забастовки, советское командование и новое политическое руководство ВНР вынуждены были вступить в переговоры с ЦРС. Со стороны ЦРС их вели Шандор Рац и Шандор Бали, со стороны властей — Иван Серов, Кузьма Гребенник, Янош Кадар. Попытки арестовать Раца и Бали пресекались рабочей охраной, взявшей на себя обеспечение безопасности «Чепеля» и других заводов Будапешта.

Ночью 25 ноября Кадар вскочил из-за стола и крикнул: «Я не могу больше!» Он не выдерживал давления наших требований. Но я спокойно ответил: «Мы оба должны это выдержать, потому что это нужно для решения проблем страны». 6 декабря мы снова пришли в парламент с меморандумом Центрального рабочего совета. В тот же день коммунисты организовали демонстрацию под красными флагами. У железнодорожного вокзала произошёл кровавый конфликт, в котором предположительно участвовал Дьюла Хорн. Коммунисты стреляли, пролилась кровь, десятки людей были ранены, некоторые из них погибли. Это был конец нашей миссии.

Шандор Рац

После событий 6 декабря власти взяли курс на жёсткое подавление движения рабочих советов. 11 декабря 1956 Шандор Рац и Шандор Бали были арестованы в здании парламента, куда были приглашены на очередную встречу с Кадаром. К 19 декабря рабочие советы прекратили свою деятельность.

## Тюрьма и диссидентство
17 марта 1958 года, в день своего 25-летия, Шандор Рац был приговорён к пожизненному тюремному заключению. Он содержался в камере, из зарешеченного окна которой просматривалось исполнение смертных казней.
В 1963 году Шандор Рац был освобождён по амнистии. Работал инструментальщиком в производственном кооперативе. Участвовал в венгерском диссидентском движении, был организатором протестных акций, выступал с подпольными лекциями и антикоммунистическими речами в разных городах страны. 23 октября 1972 — в 16-ю годовщину начала Венгерского восстания — Рац подвергся нападению неизвестных.
Либерализация режима ВНР позволила Рацу с 1987 года выезжать за границу и встречаться с иностранными политиками, в частности, со Збигневом Бжезинским. 15 марта 1988 Рац в последний раз был арестован, но почти сразу освобождён.
Вместе с Арпадом Гёнцем, Дьёрдем Литваном и Шандорне Бали (вдова Шандора Бали) Шандор Рац основал в 1988 году Комитет исторической справедливости. Однако вскоре между Рацем и Гёнцем возник конфликт, поскольку Рац придерживался более консервативного понимания истории, нежели либерал Гёнц. В частности, Рац считал, что нарушения исторической справедливости начались с 1945 года, тогда как Гёнц предлагал 1948 год.

## Легальный политик
16 июня 1989 года на перезахоронении Имре Надя Шандор Рац впервые после 1956 выступил с легальной публичной речью. Он вступил в восстановленную Независимую партию мелких хозяев. Являлся почётным членом партии Фидес, в которой даже обсуждалось выдвижение его в президенты, однако партийный лидер Виктор Орбан не поддержал эту идею. Был также связан с Венгерской партией Октября, позиционировавшейся как организация, продолжающая традиции восстания 1956 года.
18 октября 2003 года Шандор Рац был избран почётным президентом Всемирной федерации венгров. Добивался предоставления венгерского гражданства этническим венграм, проживающим за рубежом.
24 мая 2006 года Шандор Рац, Мария Витнер и Ласло Балаш-Пири — участники восстания и активисты Комитета исторической справедливости — публично выразили протест против приглашения президента Италии Джорджо Наполитано на торжества по случаю 50-летнего юбилея Венгерского восстания. В открытом письме они напомнили, что в 1956 году итальянский коммунист Наполитано поддерживал вторжение советских войск в Венгрию и выступал как противник восстания.

## Кончина и память
Шандор Рац скончался в венгерской столице в возрасте 80 лет. Спустя полгода, 23 октября 2013 — в 57-ю годовщину начала Венгерского восстания — в Будапеште была открыта мемориальная доска Шандору Рацу. На церемонии открытия присутствовала его вдова Жофия Рац, также участница событий 1956 года.
Мероприятие памяти Шандора Раца проводилось Всемирной федерацией венгров 23 октября 2016 года — в 60-летний юбилей Венгерского восстания.